# Luton
Pronunciação

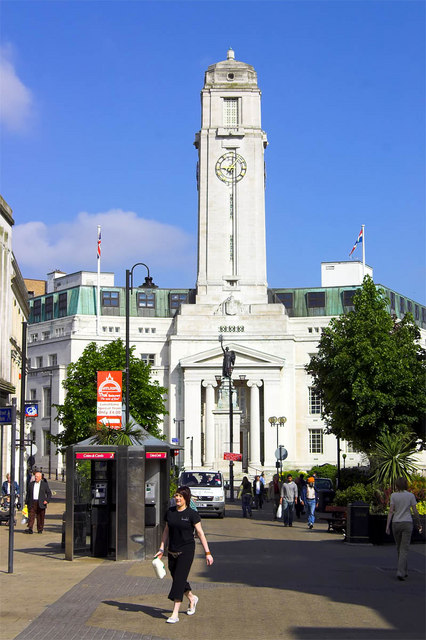
Sede da municipalidade de Luton

Luton é uma cidade situada no condado de Bedfordshire, no sudeste de Inglaterra, mas sendo parte da região Leste da Inglaterra para propósitos administrativos. A cidade tem uma população de 213 528 habitantes (estimativa metade de 2020), sendo uma das mais populosas cidades de Inglaterra sem o título de city.  É também a cidade mais populosa do condado de Bedfordshire. A cidade é localizada nas margens do rio Lea, um afluente do rio Tâmisa, a 51 km (32 milhas) ao noroeste de Londres.
A cidade foi fundada no século VI e serviu como um posto Saxónico no rio Lea. Há registos históricos de Luton no Domesday Book, onde a cidade tem o nome de Loitone e Lintone. É também em Luton onde uma das maiores igrejas do condado de Bedfordshire, a St Mary's Church, foi erguida no seculo XII. Existem museus locais que exploram a história de Luton, situados nos parques Wardown e Stockwood.
Por muitos anos Luton tem sido famosa pela indústria da chapelaria e pela produção de automóveis da empresa Vauxhall Motors. A indústria automobilística na cidade tem origem com a abertura da fábrica da Vauxhall no ano de 1905, que continuou a operar até ao seu encerramento no ano de 2002. A produção de veículos comerciais continua com a empresa subsidiária da Vauxhall IBC Vehicles, tendo os escritórios da Vauxhall sido movidos para uma Chalton, uma vila a norte de Luton, em 2019.
A cidade tem conexões ao resto do mundo a partir do Aeroporto de Luton, inaugurado em 1938, sendo hoje um dos maiores aeroportos do Reino Unido. A cidade ainda conta com três estações de comboio: Luton, Luton Airport Parkway e Leagrave.
Em Luton existem dois campus da Universidade de Bedfordshire, fundada em 2006 a partir da fusão da Universidade de Luton e do campus de Bedford da Universidade De Montfort.
A equipa de futebol Luton Town Football Club está localizada em Luton. Apelidados de "The Hatters"(Os Chapeleiros) devido à conexão da cidade com a indústria Chapeleira, o clube já participou de competições de topo no futebol inglês e conta com um triunfo na Taça da Liga Inglesa em 1988. Atualmente o clube joga na EFL Championship, tendo terminado em 12º lugar na época 2020-21. Desde 1905 que o clube joga no estádio Kenilworth Road, mas em 2019 foi garantida a permissão para o planeamento de um novo e maior estádio.
A cidade festeja o Carnaval Internacional de Luton, o maior carnaval de um dia na Europa, celebrado na véspera da última segunda-feira de maio. Também se celebra o dia de São Patrício no fim de semana mais próximo do dia 17 de março, dada a grande comunidade Irlandesa em Luton. Outras celebrações ocorrem na cidade devido à grande comunidade Paquistanesa que vive na cidade.